# 양재희 (성악가)
양재희(1968년 10월 10일 ~ )는 대한민국의 소프라노이다. 연세대학교 음악대학 성악과를 졸업하고 독일 칼스루에 국립 음대 성악과 대학원을 졸업하였다.
독일 본 등에서 오페라 마술피리의 주역으로 출연하였다.